# Josef Václav Bohuslav
Josef Václav Bohuslav (jako překladatel uváděn Jos. V. Bohuslav; 12. prosince 1863 osada Radenice obce Všejany – 24. března 1952 Praha) byl český soudce, senátní prezident Nejvyššího správního soudu a soudce Ústavního soudu. Kromě toho byl činný i jako publicista, překladatel a veřejný činitel.

## Život

### Profesní působení
V roce 1882 maturoval na gymnáziu v Mladé Boleslavi, poté rok studoval na filozofické fakultě, ale pak přešel na práva. Na právnické fakultě české univerzity získal roku 1888 doktorát práv. Byl praktikantem u zemského soudu v Praze, auskultantem v Nových Benátkách a soudním adjunktem v Brandýse nad Labem a roku 1900 se stal soudcem zemského soudu v Praze, později byl také zároveň předsedou rozhodčího soudu bratrských pokladen pro obvod horního úřadu v Praze.
Po roce 1923 přešel na Nejvyšší správní soud, kde mj. redigoval jeho sbírku rozhodnutí, tzv. Bohuslavovu sbírku rozhodnutí Nejvyššího správního soudu. Ta se dělila na sbírku ve věcech administrativních (označení Boh. A) a sbírku ve věcech finančních (Boh. F) a v jejich dodatku byly publikovány i nálezy ústavního soudu. V letech 1921–1927 byl také členem Ústavního soudu, poté odešel do výslužby.

### Další veřejná a literární činnost
Kromě soudcovské činnosti působil v řadě spolků, např. Sokola, Malostranské besedy, literárního spolku Slavia a především byl místopředsedou a krátce i předsedou Klubu československých turistů (napsal také několik turistických průvodců, zejména po Švýcarsku, nebo Turistův zákoníček). V roce 1943 získal čestné občanství Řevnic, kde byl členem obecního zastupitelstva a předsedou okrašlovacího spolku a kde je i s manželkou Zdenkou pochován.
Také překládal z polštiny (např. novelu Dědičku Černolickou (1890) od Pauliny Wilkońské) a ruštiny a pod pseudonymy Bohuš Radenský nebo Boža Vilič psal básně a povídky. Byl ovšem především autorem řady právnických spisů a popularizačních prací z oblasti práva.